# Turov (Bělorusko)
Turov (rusky  Ту́ров; bělorusky  Тураў, v českém přepisu Turaŭ) je město v Žytkavičském rajónu Homelské oblasti, jedno z nejstarších měst Běloruska a hlavní město Turovského knížectví ve XII.—XIII. stol. Leží v Polesí na řece Pripjať a na 25 km severozápadně od železniční stanice města Žytkavičy, 258 km od města Homel. Je také spojen silnicí s obcemi Davyd-Haradokem a Lelčycemi. Nejbližší města jsou Žytkavičy — 25 km, Mikaševičy — 69 km, Lelčicy — 57 km, Stolin — 81 km. V roce 2009 zde žilo 3000 obyvatel.

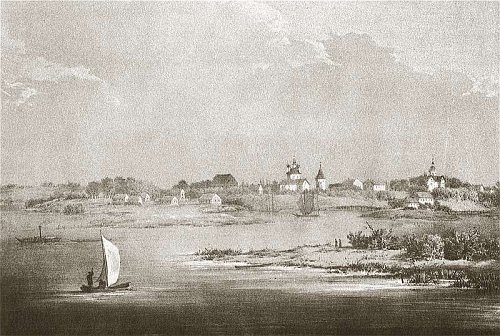
Napoleon Orda — Turov, 1856